# Reichardtsluch
Das Reichardtsluch (andere Schreibweisen: Reichardsluch, Reichards-Luch) ist ein Luch im Ortsteil Limsdorf der Stadt Storkow im Brandenburger Landkreis Oder-Spree. Es liegt im Naturpark Dahme-Heideseen.
Das rund zwei Hektar große Feuchtgebiet besteht aus zwei kleinen Flachgewässern mit starker jahreszeitlicher Wasserstandsdynamik. Aufgrund seiner repräsentativen regionalen Schwerpunktvorkommen der „streng zu schützenden“ Arten Kammmolch (Triturus cristatus) und Rotbauchunke (Bombina bombina) wurde das Luch als Ergänzung in das FFH-Gebiet Schwenower Forst im Natura 2000 Verbund einbezogen. Das FFH-Gebiet Schwenower Forst Ergänzung schließt auf 29 Hektar die umliegenden, gehölzreichen lehmig-sandigen Landlebensräume und Winterquartiere der Amphibien mit ein. Das Schutzgebiet und der Haupt-Laichwanderweg der Tiere wird von einer Landesstraße durchquert, an der ein Amphibienschutzzaun errichtet wurde.

## Lage und Naturraum
Das Reichardtsluch liegt im südwestlichen Teil der Beeskower Platte, die als Nr. 824 in den Naturräumlichen Haupteinheiten Deutschlands in der Haupteinheitengruppe Nr. 82 Ostbrandenburgisches Heide- und Seengebiet geführt wird. Bei dem flachwelligen Plateau handelt es sich überwiegend um eine saaleeiszeitliche Grundmoräne, deren heutige Oberflächengestalt sich durch die erneute Vergletscherung in der letzten Eiszeit herausgebildet hat.
Das Luch liegt auf der östlichen Gemarkung von Limsdorf an der Grenze zu Ahrensdorf, einem Ortsteil der Gemeinde Rietz-Neuendorf, unmittelbar südlich der Landesstraße 42, die die beiden Orte verbindet. Das deutlich größere FFH-Gebiet erstreckt sich nach Norden über die Straße hinaus. Das Zentrum der Stadt Storkow befindet sich rund 12,5 Kilometer nordwestlich, der Kern der Stadt Beeskow rund 14 Kilometer östlich. Die Entfernung zur südöstlichen Berliner Stadtgrenze beträgt rund 42 Kilometer (alle Angaben beziehen sich auf die Luftlinie).

## Reichardtsluch
„Das zwei Hektar große Feuchtgebiet wechselt ständig seine Erscheinung. Mal ist es mit Wasser gefüllt, zeitweise trocknet es ganz aus. Die maximale Wassertiefe beträgt in nassen Jahren etwas weniger als ein Meter.“ Es besteht aus zwei Seen, die bei ausreichendem Wasserstand miteinander verbunden sind. Der größere, nördliche See erstreckt sich über rund 300 Meter von Norden nach Südwesten, seine Breite beträgt maximal rund 55 Meter. Der kleinere See zieht sich über rund 80 Meter von Norden nach Südosten. Seine Breite erreicht maximal rund 25 Meter. Das Luch befindet sich in der postglazialen Rinne des 7,92 Kilometer langen Schwenowseegrabens, einem Fließ, das heute überwiegend trocken liegt und das Luch von Nord nach Süd durchläuft. Der Schwenowseegraben entspringt nördlich des Luchs bei Behrensdorf und endet nach dem Durchfließen des Schwenowsees im Drobschsee, der über den Blabbergraben in die Krumme Spree entwässert. Die Landesstraße unterquert der Graben in einer Rohrleitung. Der Schwenowseegraben ist Teil des Gewässerentwicklungskonzepts (GEK) Krumme Spree zur naturnahen Entwicklung von Fließgewässern im Rahmen der Wasserrahmenrichtlinie (WRRL), das den ökologischen Zustand verschiedener Gewässer verbessern und ihre Durchgängigkeit wiederherstellen will. Auf dem Wasser leuchten im Frühjahr die weißen Blüten des Wasserhahnenfußes (Ranunculus aquatilis L.), im Herbst ragt Röhricht in die Höhe.
Die beiden Seen sind in Landkarten zwar eingezeichnet, bleiben aber – auch im Brandenburg-Viewer der Landesvermessung und Geobasisinformation Brandenburg – unbenannt. Klickt man auf den Google Maps in die Seen und auf die Frage Was ist hier?, erscheint die Angabe Schwenowseegraben. Der Name Reichardtsluch (oder Reichardsluch, Reichards-Luch) wird in Veröffentlichungen des NABU-Regionalverbands Dahmeland und der Verwaltung des Naturparks Dahme-Heideseen verwendet.

## FFH-Gebiet Schwenower Forst Ergänzung

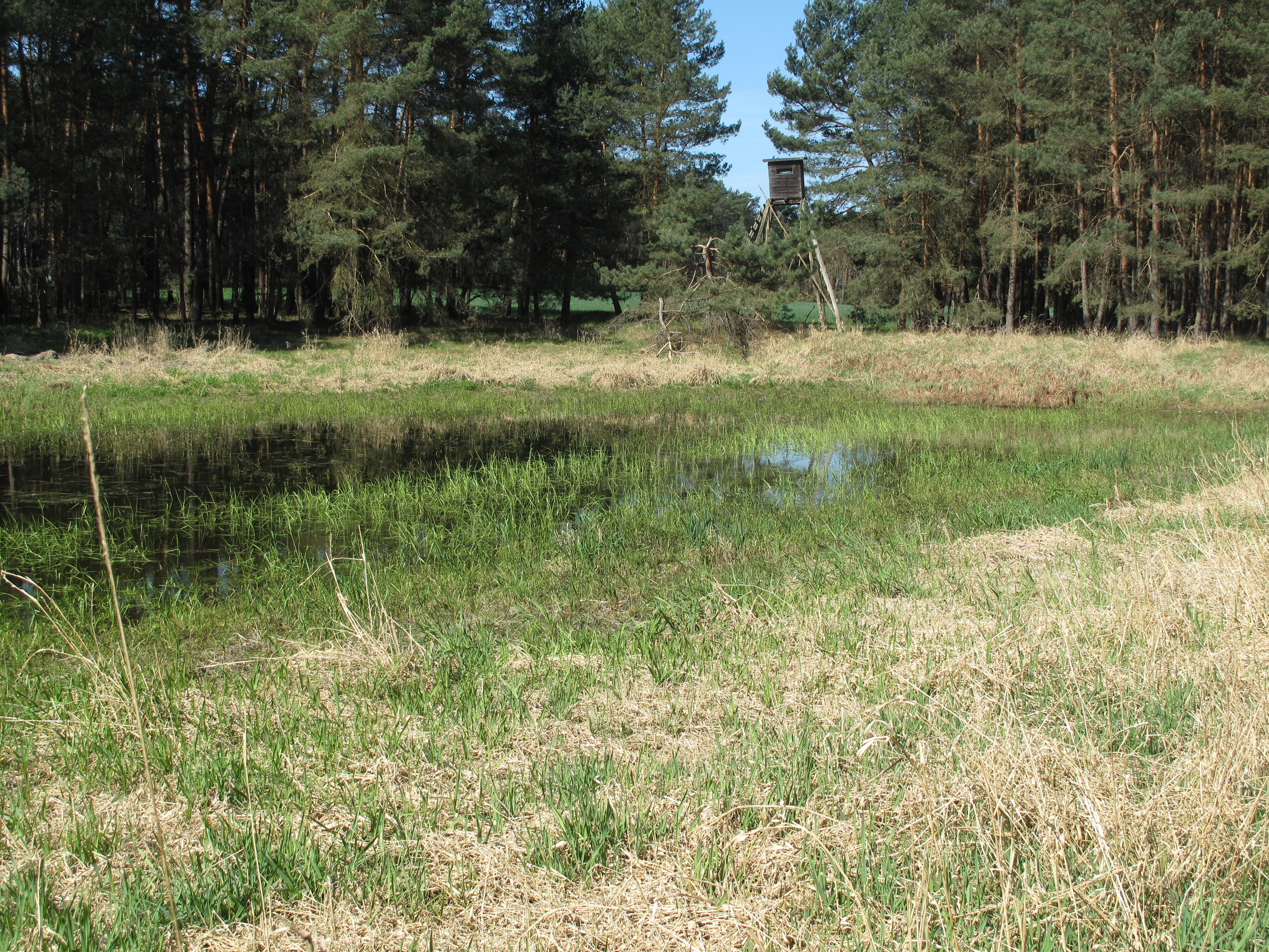
Der kleine See des Luchs

In den Blickpunkt fielen die reichen Amphibienbestände des Gebiets im März 2001, als auf der Landesstraße einige überfahrene Kammmolche gefunden wurden. In den folgenden Jahren erfasste die Naturwacht die Bestände der Lurche und Kriechtiere. Dabei zeigte sich, dass das Reichardtsluch das mit Abstand bedeutendste Reproduktionsgebiet von Rotbauchunke und Kammmolch im Naturpark Dahme-Heideseen ist. Beide Arten zählen nach Anhang II der FFH-Richtlinie zu den „streng zu schützenden Arten“, für die „eigens Schutzgebiete auszuweisen“  sind. Das Gebiet wurde daher als Ergänzungsgebiet zum FFH-Gebiet Schwenower Forst (Gebiets-Nr. 3850-301) der Europäischen Kommission nachgemeldet und aufgrund der übermittelten Standarddatenbögen unter der Gebiets-Nr. 3850-303 Schwenower Forst Ergänzung zum FFH-Gebiet erklärt. Der FFH-Steckbrief des Bundesamtes für Naturschutz (BfN) gibt in der Beschreibung an: „Repräsentative regionale Schwerpunktvorkommen von Kammmolch und Rotbauchunke“.
Das 29,17 Hektar große Ergänzungsgebiet bezieht über das Kerngebiet Reichardtsluch hinaus die umliegenden gehölzreichen Höhen, auch nördlich der Straße mit ein, die von den Tieren unter anderem als Winterquartiere genutzt werden. Das FFH-Ergänzungsgebiet liegt isoliert und hat keine Verbindung zum 745,68 Hektar umfassenden Haupt-FFH-Gebiet Schwenower Forst, das südlich liegt und unter gleichem Namen als Naturschutzgebiet festgesetzt ist. Im Mischwald auf den Höhen über dem Reichardtsluch dominieren Kiefern.

## Amphibien und Reptilien
Am 110 Meter langen Schutzzaun der Landesstraße, die die Tiere auf der von Nord nach Süd gerichteten Haupt-Laichwanderung queren, fallen die Tiere in kleine eingegrabene Eimer, werden gezählt und im Frühjahr täglich von Helfern über die Straße getragen. Hier wurden jeweils im Frühjahr 2006 und 2009 bei intaktem Laichgewässer folgende Bestände erfasst, angegeben sind ferner die Schutzeinstufungen nach dem Bundesnaturschutzgesetz (BNatSchG) und mit Stand 2004 nach der Roten Liste Brandenburg (RL-BB):

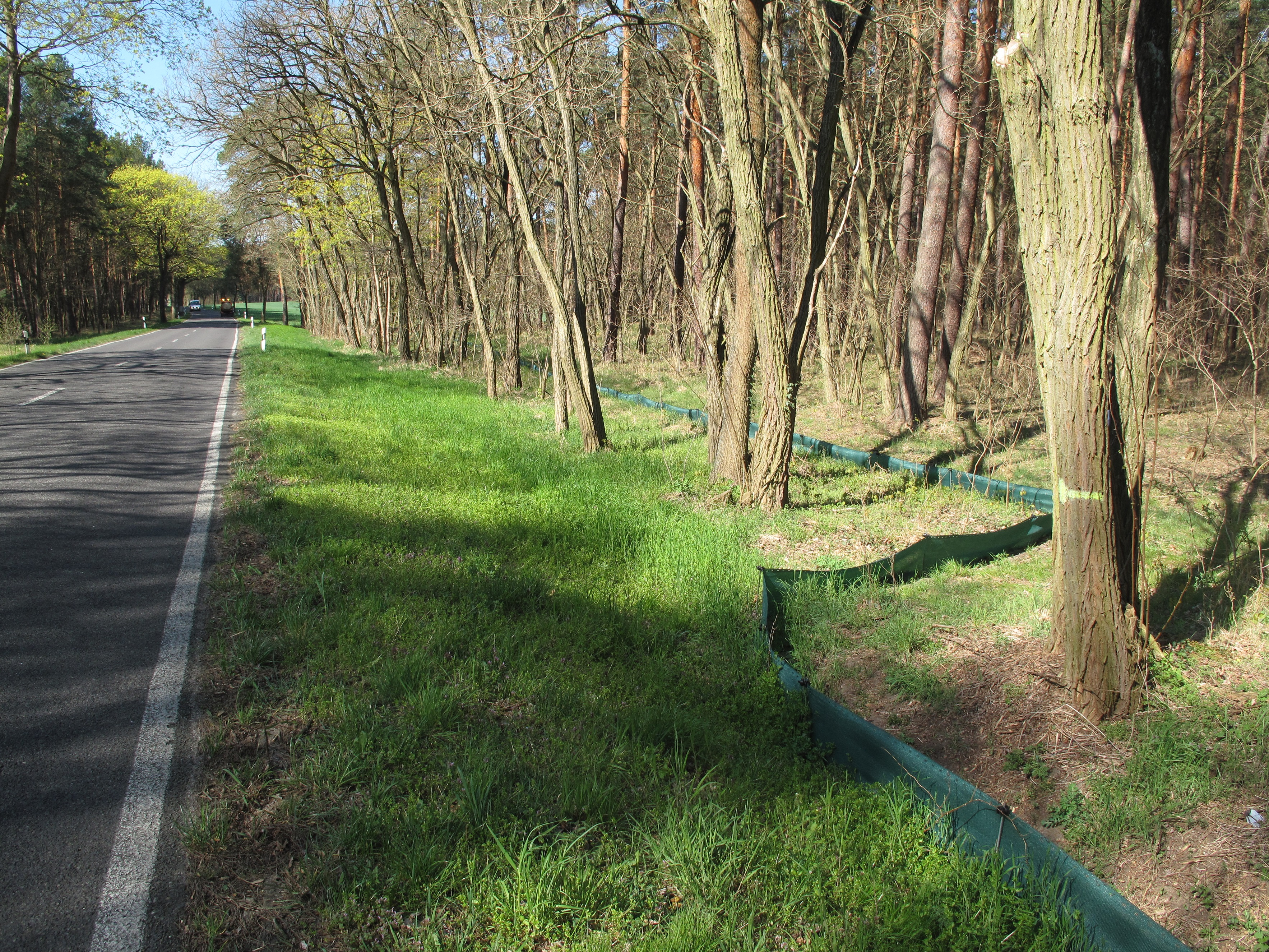
Krötenzaun an der Landesstraße, rechts im Bild einer der gehölzreichen Landlebensräume der Amphibien

- Rotbauchunke (Bombina bombina): 2006: 705; 2009:  1010; BNatSchG: „streng geschützt“; RL-BB: „stark gefährdet“ (Stufe 2)
- Kammmolch (Triturus cristatus): 2006: 698;; 2009: 247; BNatSchG: „streng geschützt“; RL-BB: „gefährdet“ (Stufe 3)
- Teichmolch (Lissotriton vulgaris; Syn.: Triturus vulgaris; vgl.: Triturus): 2006: 139; 2009: 44; BNatSchG: „besonders geschützt“; RL-BB: „mit Sicherheit ungefährdet“ (Stufe **)
- Knoblauchkröte (Pelobates fuscus): 2006: 97; 2009: 103; BNatSchG: „streng geschützt“; RL-BB: „ungefährdet“ (Stufe *)
- Erdkröte (Bufo bufo-Komplex): 2006: 8; 2009: 4; BNatSchG: „besonders geschützt“; RL-BB: „ungefährdet“ (Stufe *)
- Moorfrosch (Rana arvalis): 2006: 3; 2009: 25; BNatSchG: „streng geschützt“; RL-BB: „ungefährdet“ (Stufe *)
- Grasfrosch (Rana temporaria): 2006: 15; 2009: 5; BNatSchG: „besonders geschützt“; RL-BB: „gefährdet“ (Stufe 3)
- Grünfrosch spec.: 2006: 16; 2009: 24; BNatSchG: einige Arten „streng geschützt“; RL-BB: einige Arten „gefährdet“ (Stufe 3).

Zudem wurden in Einzeljahren drei Waldeidechsen (Zootoca vivipara; vormals Lacerta vivipara) und je ein Exemplar der in Brandenburg „gefährdeten“ Zauneidechse (Lacerta agilis) und der Blindschleiche (Anguis fragilis) gezählt. Fänge an einem 25 Meter langen, zum Vergleich am Südostufer des Laichgewässers errichteten Probezaun verdeutlichen, dass die genannten Zahlen nur einen kleinen Teil (vermutlich etwa 10 bis 20 %) der tatsächlichen Gesamtpopulationen repräsentieren. Insbesondere für die Froscharten wurden, auch unter Heranziehung der Ergebnisse aus den Vorjahren, wesentlich umfangreichere Bestandszahlen hochgerechnet: für Moorfrösche 280, Grasfrösche 540 und Grünfrösche spec. 450 Exemplare.